# Neoglyphea inopinata
Genre
Espèce
Statut de conservation UICN

 DD  : Données insuffisantes
Neoglyphea inopinata, seul représentant du genre Neoglyphea, est une espèce de crustacés glyphéides vivant dans le Pacifique ouest. Cette espèce appartient à un genre, une famille et une super-famille de crustacés qu'on pensait éteinte depuis l'Éocène, la superfamille des glyphéides. Elle atteint jusqu'à 15 cm de longueur sans les pinces. L'espèce n'est connue qu'à travers dix-sept spécimens, pris sur deux sites - l'un à l'entrée de la baie de Manille aux Philippines, et l'autre dans la mer de Timor, au nord de l'Australie. En raison du petit nombre de spécimens disponibles, on en sait peu sur cette espèce, mais ce prédateur semble vivre cinq ans, avec une courte phase larvaire. Une autre espèce, auparavant incluse dans Neoglyphea, est maintenant placée dans un genre distinct, Laurentaeglyphea.

## Description
Neoglyphea inopinata atteint jusqu'à 15 cm de longueur sans les pinces. Ces deux espèces nouvelles ont été intégrées à cette famille en raison de certains traits morphologiques :
- un long céphalothorax ;
- des yeux très proéminents et gros, qui évoque un comportement de « prédateur » (comme les pinces) ;
- un abdomen réduit ;
- des pattes « P1 » préhensiles et énormes par rapport aux autres pattes.

## Histoire de la découverte
Ce crustacé est redécouvert par hasard, d'abord par un unique spécimen pêché à −186 m en 1908 lors d'un chalutage du navire de recherche américain (l'Albatross), puis conservé sans avoir été identifié au Musée national d'histoire naturelle des États-Unis, et ayant été finalement décrit et identifié en 1975 par Jacques Forest et Michèle de Saint Laurent (en). Son nom spécifique inopinata renvoie au caractère inopiné de sa découverte.
En 1976, une série de chalutages scientifiques opérés par des Français là où l’Albatross avait trouvé le premier spécimen, remontent — après 36 passages de chalut échelonnés sur cinq jours — une femelle et huit mâles (Forest 1981). Puis deux femelles adultes sont trouvées sur le même site respectivement en 1980 et en 1985 par le navire « Coriolis » (avec aussi deux mâles). Forest et de Saint Laurent peuvent alors achever de décrire l'espèce. Son aire connue de répartition peut être précisée à la suite de la capture en mer d'Arafura, par un chalut australien de deux autres individus en 1987 et 1988, dont une femelle ovigère (la première jamais étudiée). Durant près de 20 ans, malgré des campagnes annuelles, cette espèce n'a plus été revue dans le sud-ouest Pacifique.

## Écologie
Neoglyphea semble être plus actif pendant la journée, car la plupart des spécimens connus ont été capturés vers midi. Les mâles cherchent la nourriture, tandis que les femelles restent dans leur terrier. Ce qui expliquerait la faible proportion de femelles parmi les spécimens capturés. La récupération des mâles et des femelles pourrait suggérer que c'est la période d'accouplement de l'espèce. La taille relativement grande des gonopores des femelles suggère une taille comme un gros œuf, et le développement ainsi réduit et l'éclosion dans un état relativement avancé. Il est donc probable que le stade larvaire planctonique doit être bref, ce qui est également soutenu par sa répartition géographique limitée. Les individus semblent vivre jusqu'à cinq ans au moins, même si une durée de vie supérieure ne peut être exclue. Tous ces détails, bien que spéculatifs, sont similaires à ceux observés chez les espèces les plus connues telles que Nephrops norvegicus.
L'examen de l'holotype a révélé une infestation de copépodes parasites dans ses branchies ; cette nouvelle espèce a été décrite sous le nom Nicothoe tumulosa (en) en 1976.